# 乙部バイパス
乙部バイパス（おとべバイパス）は、岩手県盛岡市から紫波郡紫波町に至る国道396号・国道456号のバイパス道路である。

## 概要
盛岡市乙部地区における混雑緩和のため1992年にまず北半分（県道208号との交点）が開通、引き続き南半分が1994年に開通（いずれも片側1車線）した。旧道は盛岡市道および紫波町道にそれぞれ格下げされている。

### 路線データ
- 起点：盛岡市乙部字境（乙部郵便局前）
- 終点：紫波町江柄

## 地理

### 交差する道路
- 岩手県道208号大ケ生徳田線・大ヶ生方面（盛岡市乙部字雷田）